# Jezevce
Jezevce jsou zaniklá vesnice, která se nejspíše nacházela mezi obcemi Nový Dvůr a Petrovice v okrese Rakovník.

## Historie
Jezevce byly služebním manstvím ke Křivoklátu. Rok založení není znám a také o první majitelích se nedochovaly žádné údaje. Ve 14. století drželi Jezevce čtyři majitelé neznámých erbů. Za husitských válek byla ves zřejmě vypálena, poté zarostla lesem, který byl nazýván Dobšina. Poslední majitelkou byla Justina z Hořešovic (manželka Buška z Hořešovic), která vlastnila Jezevce od roku 1499 a po smrti svého manžela je roku 1510 prodala Petru Holému z Chrástu, křivoklátskému hejtmanovi. Ten vlastnil od roku 1507 nedalekou ves Hlivojedy a přibližně na půl cesty mezi nimi založil novou ves, kterou pojmenoval po sobě – Petrovice.